# دیسفان
دیسفان روستایی است از بخش کاخک، شهرستان گناباد، استان خراسان رضوی، از جنوب به روستای خانیک، از غرب به روستای کلات، از شمال به شهر گناباد و از شرق به شهر کاخک، جمعیت ساکن و دائم این روستا حدود دویست نفر و جمعیت غیر دائم بیش از ۱۵۰۰ نفر و مساحت آن حدود ۱۲ کیلومتر مربع می‌باشد. حدود یک سوم اراضی به کاشت درخت و دو سوم بقیه به زعفران و سایر محصولات دانه‌ای اختصاص دارد. این محل دارای ۵ قنات اصلی و چند چشمه است.

## جاذبه های گردشگری
- امامزاده سید احمد جوانمرد (ع) (از نوادگان حضرت موسی کاظم (ع))
- مسجد جامع دیسفان
- پای چنار دیسفان
- آب انبارها و قناتها
- قلعه های تاریخی دیسفان

## نگارخانه

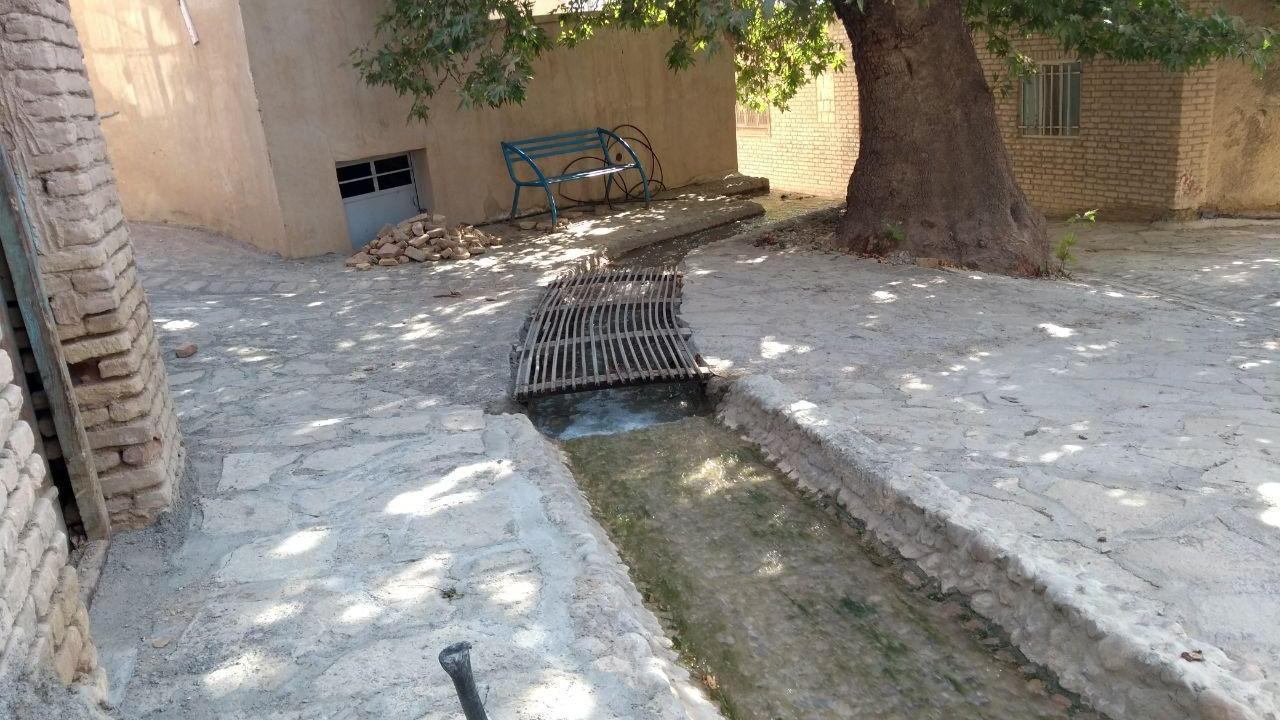
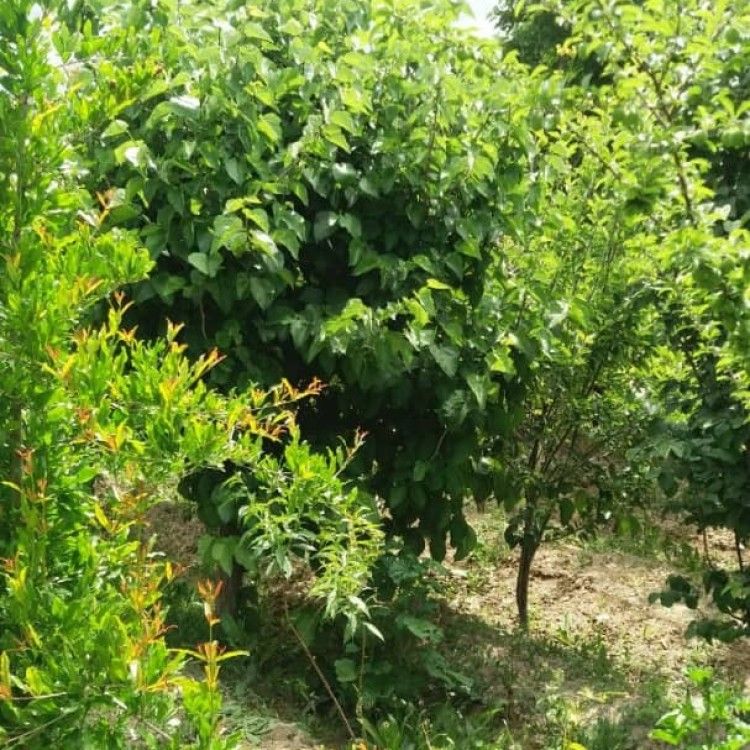
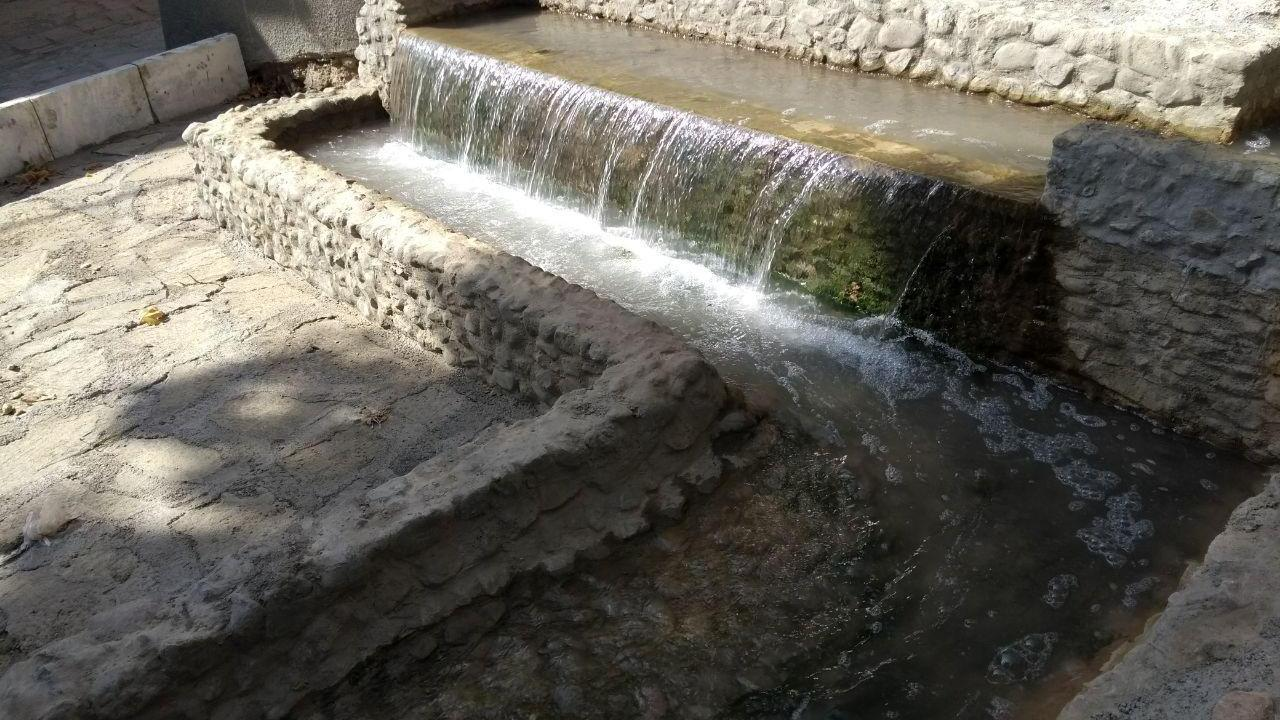
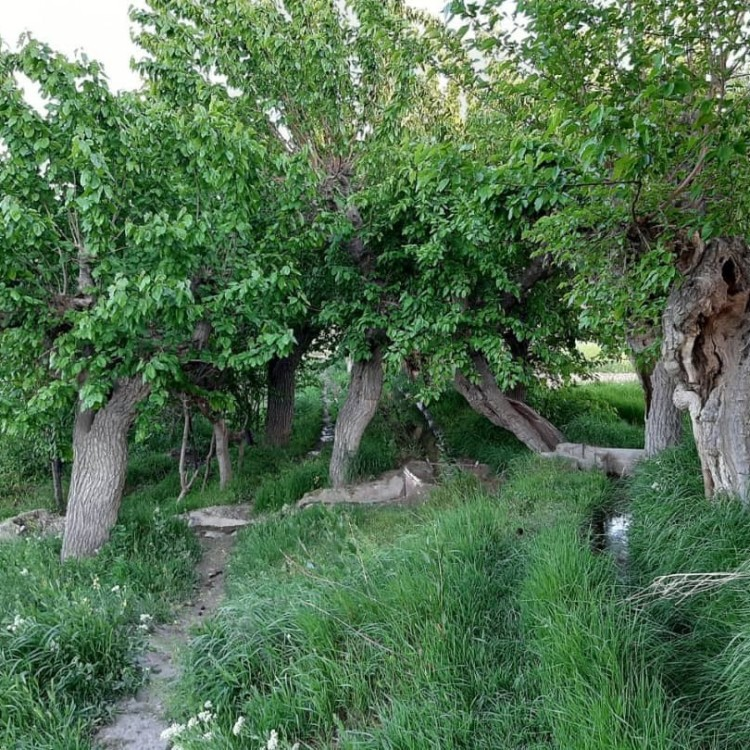